# René Primevère Lesson

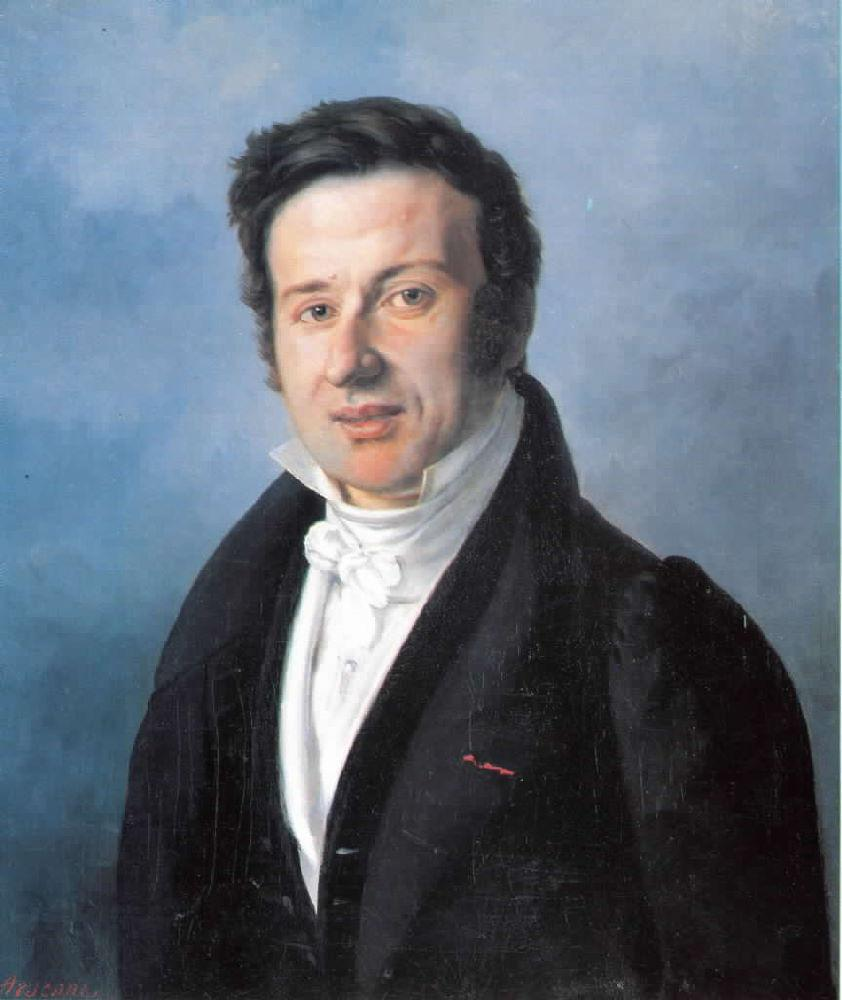
René Lesson, Portrait von Louis Charles Arsenne.

René Primevère Lesson (* 20. März 1794 in Rochefort; † 28. April 1849 ebenda) war ein französischer Arzt und Naturforscher.

## Leben und Wirken
Sein Vater René Clément Lesson war Angestellter des Marinebüros, seine Mutter hieß Marie Eustelle geb. Nicoleau. Sein Bruder Pierre Adolphe Lesson (1805–1888) war ebenfalls Naturforscher. In erster Ehe war René Primevère Lesson mit Jeanne Zöe geb. Massiou (1798–1819) verheiratet, die bei der Geburt der ersten Tochter Cécile Estelle Atala Gautrau geb. Lesson (1819–1845) verstarb. In zweiter Ehe war Lesson mit Marie Clémencegeb. Dumont de Sainte-Croix (1800–1834) verheiratet, die auch zahlreiche Illustrationen für Lesson herstellte. Sie war die Tochter von Charles Dumont de Sainte Croix (1758–1830). Die Heirat fand am 3. Februar 1827 statt. Aus der Ehe ging Anaïs Lesson (1827–1838) hervor, die bereits im Kindesalter verstarb.
Lesson diente in den napoleonischen Kriegen auf verschiedenen französischen Kriegsschiffen als Chirurg. In den 1820er Jahren nahm er an zwei mehrjährigen Forschungsreisen in die Südsee und nach Neuguinea als Schiffsarzt teil. Auf diesen Reisen betätigte sich Lesson auch als Naturforscher, wobei sein besonderes Interesse der Ornithologie galt. Nach seiner Rückkehr nach Paris veröffentlichte er einen Bericht über seine Forschungsreisen. Die Resultate seiner Sammeltätigkeit stellte er der Öffentlichkeit in vier größeren Abhandlungen vor.
Ab 1832 diente er in Rochefort wiederum in der französischen Marine. Seine Erfahrungen als Chirurg der Marine legte er 1833 in dem Handbuch Manuel d’Histoire Naturelle Médicale et de Pharmacologie nieder.

## Mitgliedschaften und Ehrungen
1833 wurde er zum korrespondierenden Mitglied der Académie des sciences gewählt. Als 1838 die Société Cuvierienne gegründet wurde, war er eines der 140 Gründungsmitglieder der Gesellschaft. Lesson wurde am 3. November 1825 mit dem Ritterkreuz (Chevalier) der Ehrenlegion ausgezeichnet. 1847 folgte dann das Offizierskreuz der Ehrenlegion.

## Dedikationsnamen
William Swainson nannte 1832 eine zu der Familie der Tyrannen gehörende Gattung Lessonia. Als Typusexemplar diente ihm Anthus sordidus Lesson, 1830, ein Synonym für den Patagoniensporntyrann. Jean Baptiste Bory de Saint-Vincent widmete ihm 1825 die Algengattung Lessonia für Lessonia flavicans. Bei Lessonia Eydoux & Soulyet, 1852, ein Name, den die Autoren für Lessonia radiata einführten, handelt es sich um ein Synonym der aus der Familie Rhopalonematidae stammenden Gattung Aglaura Péron & Lesueur, 1810. Adrien Henri Laurent de Jussieu nannte 1829 Guarea lessoniana zu seinen Ehren. Charles Gaudichaud-Beaupré widmete ihm 1829 Cyrtandra lessoniana.

## Werke
- mit Prosper Garnot: Voyage autour du monde exécuté par Ordre du Roi, sur la Corvette de Sa Majesté, La Coquille pendant les années 1822, 1823, 1824 et 1825, sous le ministère et conformément aux instructions de S. E. M. Marquis de Clermont-Tonnerre, ministre de la marine; et publié sou les auspices de son excellence Mgr le Cte de Chabrol, ministre de la Marine et des colonies, par M. L. Duperry, capitaine de frégate. chevalier de Saint-Louis et membre de la legion d’honaire, commandant de l’expédition (= Zoologie. Band 1, Nr. 1). Arthus-Bertrand, Paris 1826 (biodiversitylibrary.org).
- mit Prosper Garnot: Voyage autour du monde exécuté par Ordre du Roi, sur la Corvette de Sa Majesté, La Coquille pendant les années 1822, 1823, 1824 et 1825, sous le ministère et conformément aux instructions de S. E. M. Marquis de Clermont-Tonnerre, ministre de la marine; et publié sou les auspices de son excellence Mgr le Cte de Chabrol, ministre de la Marine et des colonies, par M. L. Duperry, capitaine de frégate. chevalier de Saint-Louis et membre de la legion d’honaire, commandant de l’expédition (= Zoologie. Band 1, Nr. 2). Arthus-Bertrand, Paris 1828 (biodiversitylibrary.org).
- Manuel d’ornithologie, ou description des genres et des principales espèces d’orseaux. Band 1. Roret, Librairie, Paris 1828 (biodiversitylibrary.org).
- Manuel d’ornithologie, ou description des genres et des principales espèces d’orseaux. Band 2. Roret, Librairie, Paris 1828 (biodiversitylibrary.org).
- Histoire naturelle des oiseaux-mouches, ouvrage orné de planches desinées et gravée par les meilleurs artistes et dédié A S. A. R. Mademoiselle 81 Tafeln (Prêtre, Antoine Germain Bevalet, Marie Clémence Lesson nach Louis Pierre Vieillot, Antoine Charles Vauthier nach William Swainson, Pancrace Bessa, Elisa Zoé Dumont de Sainte Croix). Arthus-Bertrand, Paris (biodiversitylibrary.org – 1829–1830).
- Voyage autour du monde exécuté par Ordre du Roi, sur la Corvette de Sa Majesté, La Coquille pendant les années 1822, 1823, 1824 et 1825, sous le ministère et conformément aux instructions de S. E. M. Marquis de Clermont-Tonnerre, ministre de la marine; et publié sou les auspices de son excellence Mgr le Cte de Chabrol, ministre de la Marine et des colonies, par M. L. Duperry, capitaine de frégate. chevalier de Saint-Louis et membre de la legion d’honaire, commandant de l’expédition (= Zoologie. Band 2, Nr. 1). Arthus-Bertrand, Paris 1830 (biodiversitylibrary.org).
- Voyage autour du monde exécuté par Ordre du Roi, sur la Corvette de Sa Majesté, La Coquille pendant les années 1822, 1823, 1824 et 1825, sous le ministère et conformément aux instructions de S. E. M. Marquis de Clermont-Tonnerre, ministre de la marine; et publié sou les auspices de son excellence Mgr le Cte de Chabrol, ministre de la Marine et des colonies, par M. L. Duperry, capitaine de frégate. chevalier de Saint-Louis et membre de la legion d’honaire, commandant de l’expédition (= Zoologie. Band 2, Nr. 2). Arthus-Bertrand, Paris 1830 (biodiversitylibrary.org).
- Histoire naturelle des colibris: suivie d’un supplément à l’Histoire naturelle des oiseaux-mouches: ouvrage orné de planches dessinées et gravées par les meilleurs artistes: et dédié A.M. le Baron Cuvier 66 Tafeln (Prêtre, Antoine Germain Bévalet). Arthus-Bertrand, Paris (biodiversitylibrary.org – 1830–1832).
- Traité d’ornithologie, ou, Tableau méthodique des ordres, sous-ordres, familles, tribus, genres, sous-genres et races d’oiseaux: ouvrage entièrement neuf, formant le catalogue le plus complet des espèces réunies dans les collections publiques de la France. Texte. Chez F.G. Levrault, Paris 1831 (biodiversitylibrary.org).
- Traité d’ornithologie, ou, Tableau méthodique des ordres, sous-ordres, familles, tribus, genres, sous-genres et races d’oiseaux: ouvrage entièrement neuf, formant le catalogue le plus complet des espèces réunies dans les collections publiques de la France. Planches. Chez F.G. Levrault, Paris 1831 (biodiversitylibrary.org).
- Illustration Zoologie. In: Bulletin des sciences naturelles et de géologie. Band 25, Nr. 197, 1831, S. 339–348 (biodiversitylibrary.org).
- Illustration Zoologie. In: Bulletin des sciences naturelles et de géologie. Band 26, Nr. 127, 1831, S. 186–190 (biodiversitylibrary.org).
- mit Isidore Geoffroy Saint-Hilaire: Centurie zoologique, ou, Choix d’animaux rares, nouveaux ou imparfaitement connus : enrichi de planches inédites, dessinées d’après nature par M. Prêtre, gravées et coloriées avec le plus grand soin. F.G. Levrault, Straßburg 1832 (biodiversitylibrary.org).
- Manuel d’histoire naturelle médicale, et de pharmacographie, ou, Tableau synoptique, méthodique et descriptif des produits que la médecine et les arts empruntent à l’histoire naturelle. Band 1. Librairie encyclopédique de Roret, Paris 1833.
- Manuel d’histoire naturelle médicale, et de pharmacographie, ou, Tableau synoptique, méthodique et descriptif des produits que la médecine et les arts empruntent à l’histoire naturelle. Band 2. Librairie encyclopédique de Roret, Paris 1834.
- Les Trochilidées ou les Colibris et Les Oiseaux-Mouches Suivis d’un index général dans lequel sont décrites et classées méthodiquement toutes les races et espèces du genere Trochilus. Ouvrage orné de planches dessinées et gravées par les meilleurs artistes 66 Tafeln (Prêtre, Antoine Germain Bévalet). Arthus-Bertrand, Paris (biodiversitylibrary.org – 1834–1835).
- Histoire naturelle des oiseaux de paradis et des épimaques; Ouvrage orné de planches, dessinées par les meilleurs artistes 40 Tafeln (Prêtre, Paul Louis Oudart). Arthus-Bertrand, Paris (biodiversitylibrary.org – 1834–1835).
- Flore rochefortine, ou Description des plantes qui croissent spontanément ou qui sont naturalisées aux environs de la ville de Rochefort. Imprimerie Goulard, Rochefort 1835 (bnf.fr).
- Voyage autour du monde, entrepris par ordre du gouvernement sur la Corvette La Coquille. N.-J. Gregoir, V. Wouters et Cie, èditeurs, Brüssel (biodiversitylibrary.org – 1838–1839).
- in Hyacinthe Yves Philippe Florentin de Bougainville: Histoire Naturelle in Journal de la navigation autour du globe de la frégate «la Thétis» et de la corvette «l’Espérance» pendant les années 1824, 1825 et 1826. II. Itinéraire de Valparaiso et de Santiago de Chile à Buenos-Aires, par le comte Edmond de La Touanne. Band 2. Arthus-Bertrand, Paris 1837, S. 299–351 (bnf.fr).
- Espèces nouvelles d’oiseaux mouches. In: Revue Zoologique par La Société Cuvierienne. Band 1, 1838, S. 314–315 (biodiversitylibrary.org).
- Mémoire descriptif d’espèces ou de genres d’oiseaux nouveaux ou imparfaitement décrits. In: Annales des sciences naturelles comprenant la Zoologie, la Botanique, L’anatomie et la Physiologie comparées des deux règnes, et l’Histoire des Corps organisés fossiles (= 2). Band 9, 1838, S. 166–176 (biodiversitylibrary.org).
- mit Adolphe Delattre: Oiseaux-Mouches nouveaux au très rares, decouverts par M. De Lattre dans son voyage en Amérique et décrits par MM. De Lattre et Lesson. In: Revue Zoologique par La Société Cuvierienne. Band 2, 1839, S. 13–20 (biodiversitylibrary.org).
- Oiseaux rares ou nouveaux de la collection du Docteur Abeillé à Bordeaux. In: Revue Zoologique par La Société Cuvierienne. Band 2, 1839, S. 40–43 (biodiversitylibrary.org).
- Oiseaux inédits. In: Revue Zoologique par La Société Cuvierienne. Band 2, 1839, S. 43–47 (biodiversitylibrary.org).
- Description de treize oiseaux nouveaux, suivie de rectifications sur quelques espèces déjà publiées. In: Revue Zoologique par La Société Cuvierienne. Band 2, 1839, S. 100–104 (biodiversitylibrary.org).
- Avium species novæ. In: Revue Zoologique par La Société Cuvierienne. Band 2, 1839, S. 104–105 (biodiversitylibrary.org).
- Oiseaux rares ou nouveaux de la collection du Docteur Abeillé à Bordeaux. In: Revue Zoologique par La Société Cuvierienne. Band 2, 1839, S. 136–139 (biodiversitylibrary.org).
- Nouveau Tableau du Règne Animal: Mammifères. Arthus-Bertrand, Paris 1842 (digitale-sammlungen.de).
- Species Avium movae autminus cognitæ in itinere A. Lessonia collectæ. In: Revue Zoologique par La Société Cuvierienne. Band 5, 1842, S. 174–175 (biodiversitylibrary.org).
- Moeurs, instinct et singularités de la vie des animaux mammifères. Paulin, Libraire-èditeur, Paris 1842 (biodiversitylibrary.org).
- Histoire naturelle des zoophytes. Acalèphes. Librairie Encyclopédique de Roret, Paris 1843 (biodiversitylibrary.org).
- Complément à l’histoire naturelle des oiseaux-mouches tom. 4 inédit. In: L’Écho du monde savant et l’Hermès : journal analytique des nouvelles et des cours scientifiques (= 2). Band 10, Nr. 32, 1843, S. 732–735 (biodiversitylibrary.org).
- Nouvelles espèces perroquet de la mer du Sud. In: L’Echo du Monde Savant (= 1). Band 10, Nr. 39, 1843, S. 922–924 (biodiversitylibrary.org).
- Complément à l’histoire naturelle des oiseaux-mouches. In: L’Echo du Monde Savant (= 2). Band 10, Nr. 11, 1843, S. 254–256 (biodiversitylibrary.org).
- Complément à l’histoire naturelle des oiseaux-mouches. In: L’Echo du Monde Savant (= 2). Band 10, Nr. 29, 1843, S. 684–687 (biodiversitylibrary.org).
- Complément à l’histoire naturelle des oiseaux-mouches. In: L’Echo du Monde Savant (= 2). Band 10, Nr. 31, 1843, S. 732–735 (biodiversitylibrary.org).
- Complément à l’histoire naturelle des oiseaux-mouches. In: L’Echo du Monde Savant (= 2). Band 10, Nr. 32, 1843, S. 755–758 (biodiversitylibrary.org).
- Sur un nouveau genre d’oiseau échassier propre à Amerique méridionale. In: L’Echo du Monde Savant (= 1). Band 11, Nr. 26, 1844, S. 616–617 (biodiversitylibrary.org).
- Description de trois espèces nouvelle de Pics. In: L’Echo du Monde Savant (= 1). Band 11, Nr. 52, 1845, S. 920–922 (biodiversitylibrary.org).
- Description de mammifères et d’oiseaux récemment découverts, précédée d’un Tableau sur les races humaines. Chez Levéque, èditeurs, Paris 1847 (gallica.bnf.fr).
- Musée Anaïs, ou choix de vues des monuments historiques de la Saintonge et de l’Aunis. Imprimerie de Henry Loustau Et Cie, Rochefort 1847 (google.de).